# Dương Thu (Tam Quốc)
Dương Thu (chữ Hán: 楊秋, bính âm: Yang Qiu) là một thế lực quân phiệt cát cứ ở Tây Lương ở thời kỳ Tam Quốc trong lịch sử Trung Quốc. Khi Mã Siêu cất quân giao chiến với Triều đình nhà Hán ở Trận Đồng Quan (211), Dương Thu đã hưởng ứng cuộc khởi sự này. Ông đã góp 10.000 binh lính trong liên quân Quan Trung trong giai đoạn cuối của cuộc chiến, ông là người được bộ tổng chi huy liên quân Quan Trung cử làm sứ giả sang nghị hoà với quân Tào và đem bức thư bị tẩy xoá về cho Hàn Toại, sau khi liên quân Quan Trung thất bại, Dương Thu tháo chạy về An Định (安定) và sau đó vào năm 213 bị Hạ Hầu Uyên và Trương Hợp vây đánh,cuối cùng phải đầu hàng cùng mấy vạn dân. Trong Tam Quốc diễn nghĩa, La Quán Trung hư cấu ông là bộ tướng của Hàn Toại và giai đoạn sau của cuộc chiến ông cùng Hàn Toại và các tướng lập mưu chống lại Mã Siêu nhưng thất bại. Dương Thu là người đứng đầu phái chủ hoà và đã có vai trò tích cực trong việc liên lạc giữa quân Tào và quân Tây Lương và là người đưa ra nhiều khuyên can cho Hàn Toại về hàng Tào. Sau khi hàng tào, Dương Thu cùng Hầu Tuyển được phong tước Liệt hầu.